# Stefan Kutschke
Stefan Kutschke (Dresden, 3 november 1988) is een Duits voetballer die bij voorkeur als aanvaller speelt. 

## Carrière
Kutschke speelde jaren voor verschillende clubs in de Regionalliga voordat VfL Wolfsburg hem in juli 2013 transfervrij naar de Bundesliga haalde. Hij kwam dat seizoen in actie tijdens acht competitiewedstrijden en maakte daarin één doelpunt.
Kutschke tekende in juni 2014 een driejarig contract bij het dan net naar de Bundesliga gepromoveerde SC Paderborn, dat voor een niet bekendgemaakt bedrag een deel van zijn transferrechten overnam van Wolfsburg. In de overeenkomst werd een clausule opgenomen waarmee de koop omgezet zou worden in één jaar huur als Paderborn na dat jaar niet de volledige transferrechten van Wolfsburg zou overnemen, voor een vastgelegd bedrag. Kutschke degradeerde dat seizoen met Paderborn uit de Bundesliga en de club liet de termijn voor zijn definitieve overname bewust verlopen. Wolfsburg kreeg hem terug. Kutschke verkaste in juli 2015 vervolgens naar 1. FC Nürnberg, de nummer negen van de 2. Bundesliga in het voorgaande seizoen.

## Carrièrestatistieken
| Seizoen                    | Club             | Land      | Competitie           | Wed. | Goals |
| -------------------------- | ---------------- | --------- | -------------------- | ---- | ----- |
| 2007/08                    | FV Dresden 06    | Duitsland | Sachsenliga          | 29   | 19    |
| 2008/09                    | SV Babelsberg 03 | Duitsland | Regionalliga Nord    | 20   | 4     |
| 2009/10                    | SV Babelsberg 03 | Duitsland | Regionalliga Nord    | 26   | 4     |
| 2010/11                    | RB Leipzig       | Duitsland | Regionalliga Nord    | 28   | 4     |
| 2011/12                    | RB Leipzig       | Duitsland | Regionalliga Nord    | 28   | 13    |
| 2012/13                    | RB Leipzig       | Duitsland | Regionalliga Nordost | 26   | 8     |
| 2013/14                    | VfL Wolfsburg    | Duitsland | Bundesliga           | 8    | 1     |
| 2013/14                    | VfL Wolfsburg II | Duitsland | Regionalliga Nord    | 6    | 1     |
| 2014/15                    | → SC Paderborn   | Duitsland | Bundesliga           | 19   | 1     |
| Totaal                     | Totaal           | Totaal    | Totaal               | 190  | 55    |
| Bijgewerkt tot 6 juni 2015 |                  |           |                      |      |       |